# NGC 437
NGC 437 es una galaxia espiral de la constelación de Piscis. 
Fue descubierta el 22 de octubre de 1886 por el astrónomo Lewis A. Swift.